# Maccio
Maccio (Masc in dialetto maccese, Mòcc in dialetto comasco) è la metà settentrionale del comune di Villa Guardia, in provincia di Como.

## Geografia fisica
Maccio occupa il territorio comunale a nord della strada che collega Como a Varese, in una zona collinare orientata verso la valle del Lura.
Nella zone di Mosino e Sordello scorre il torrente Lusèrta.
Corsi d'acqua minori sono ruscelli come la Roggia del Rezzo e la Roggia della Passera, che si trovano nella porzione di territorio verso Casarico.

## Storia
Il ritrovamento, nel 2023, dei resti di una domus sotto al piazzale della nuova chiesa parrocchiale lasciano supporre che il territorio maccese fosse già abitato in epoca romana.
Gli annessi agli Statuti di Como del 1335 citano Mazio tra i comuni che, all'interno della Pieve di Fino, erano incaricati della manutenzione della strada "a stricta que est prope domos de Breda a manu dextra eundo versus Torrigiam usque ad strictam Bevulcham".
Al 1387 risale la più antica attestazione della presenza di un beneficio ecclesiastico a Maccio.
In età comunale, la località Sordello ospitava una fortificazione rurale (legata al castello di Lucino). Tale fortificazione venne smantellata dai milanesi nel 1247, nell'ambito delle dispute che contrapponevano gli stessi agli abitanti della città di Como.
La peste del 1630 colpì duramente la comunità di Maccio, falcidiando quasi un quinto degli abitanti.
Sempre inserito nella stessa pieve anche ai tempi del Ducato di Milano, nel 1751 Maccio risulta essersi già redento dall'infeudazione (redenzione per la quale, in quell'anno, era ancora soggetto a un pagamento quindecennale) e comprendere anche le cassine di Masino, Basterna, Masano, “San Vittore”, “Cassina Sordello”, Lanigalli e “Cassina al Macoe”.
Nel 1753 il territorio di Maccio si estese al cassinaggio di Brusada, a quel tempo facente parte del comune di Gironico al Monte dopo che fino almeno al 1751 aveva costituito un comune autonomo della Pieve di Uggiate. Alla stessa pieve faceva parte anche il comune di Macciasca, che nel 1751 risultava anch'esso libero dall'infeudazione (pur essendo anch'esso ancora soggetto al suddetto pagamento quindecennale) e che nel 1757 fu definitivamente aggregato a Maccio.
Attorno al 1780, il territorio maccese comprendeva le seguenti frazioni: Basterna, Brusada (detta anche Meraccio), Campo dell'Amà , Chiavette, Macciasca, Macciaschetta (successivamente nota come "Cappuccio"), Masano, Mazzée, Moneda (detta anche Boveiano), Mosino, San Vittore, Sordello. Da un punto di vista religioso, la giurisdizione parrocchiale di Maccio era invece più ampia, comprendendo anche il cassinaggio di Casarico (che già ricadeva nel territorio comunale di Montano).
Di fatto, fino al 1799, le frazioni di Campo dell'Amà, Brusada e Casarico vennero direttamente amministrate dall'abbazia benedettina sita in Castello di Lurate.
Un decreto di riorganizzazione amministrativa del Regno d'Italia napoleonico datato 1807 sancì l'aggregazione di Maccio a Civello decisione poi cancellata dalla Restaurazione.
Durante la seconda guerra d'indipendenza, il complesso della Macciasca fu dapprima occupato (il 26 maggio) e poi (a seguito della battaglia di San Fermo) saccheggiato da truppe austro-ungariche inviate sul posto da Karl von Urban. Durante l'occupazione si verificarono schermaglie che portarono all'arresto di tutti gli uomini presenti nel complesso, che vennero portati via e incarcerati nell'allora stazione ferroviaria di piazza Camerlata.
Tra l'agosto 1836 e il 1837, a Maccio si registrò un'epidemia di colera; un evento analogo avvenne nel 1855. Il 1887 fu invece la volta del vaiolo.
Maccio fu definitivamente fuso con Civello in Villa Guardia nel 1928.

## Monumenti e luoghi d'interesse

### Architetture religiose
Nel centro storico di Maccio trova posto il complesso di Santa Maria Assunta comprensivo delle seguenti architetture:
- la vecchia Chiesa di Santa Maria Assunta,[24] localmente nota come Chiesetta[14], che fino al 1893 adempì le funzioni di parrocchiale;[25][26][27]
- la nuova Chiesa di Santa Maria Assunta, attuale sede parrocchiale, dal 2010 formalmente Santuario Santissima Trinità Misericordia[28][29][30], più comunemente, conosciuto come Santuario di Maccio[31][32][33];
- il campanile,[34] costruito nel 1724[35][36].

#### Santuario di Maccio

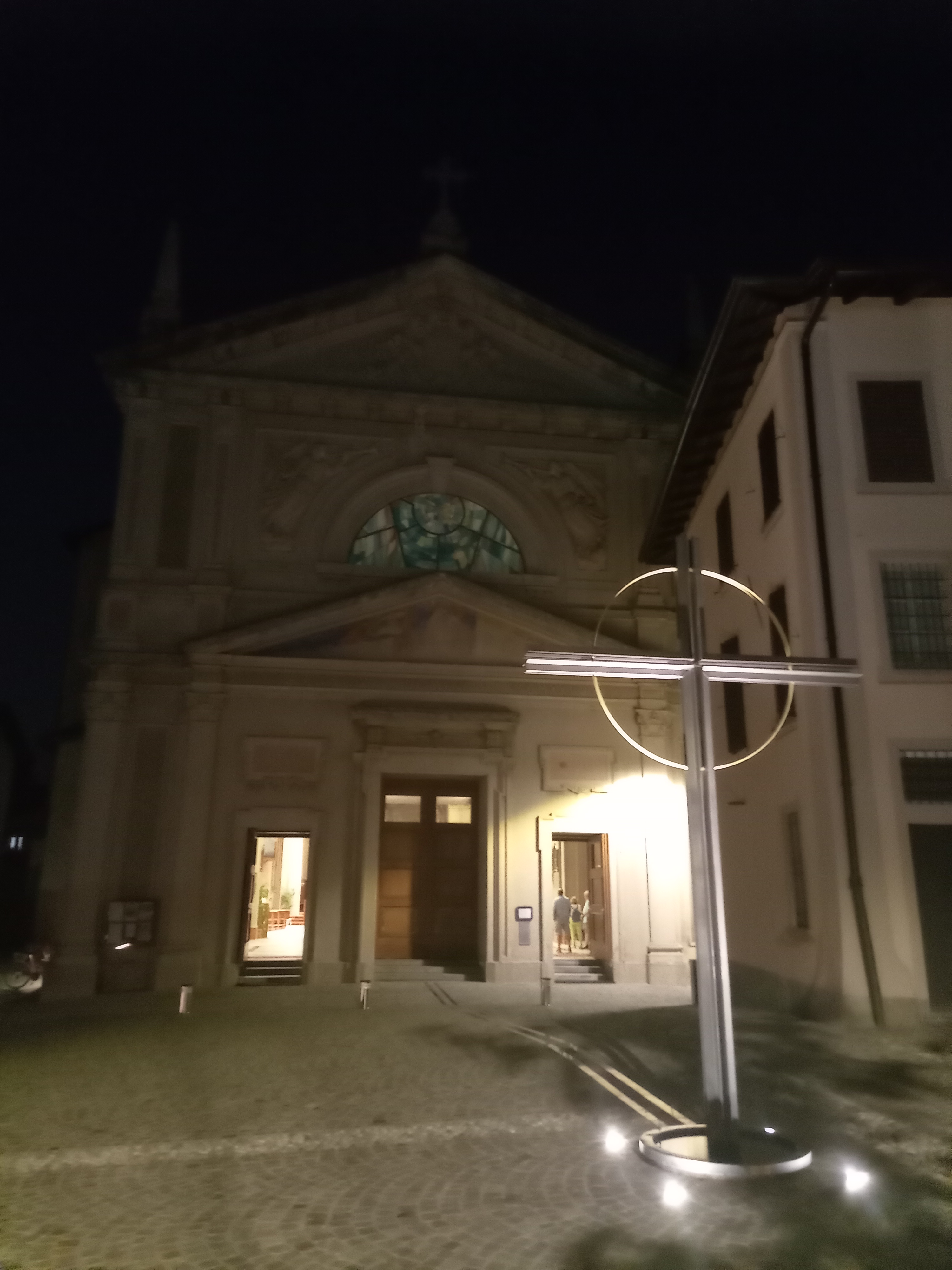
Facciata del Santuario

La nuova Parrocchiale di Santa Maria Assunta, eretta alla fine dell'Ottocento dal 2010 costituisce ufficialmente uno dei Santuari e templi votivi della Diocesi di Como.

Internamente, il Santuario conserva una serie di dipinti mariani, tra i quali: una pala d'altare della Beata Vergine Assunta, una Nascita di Maria attribuita a Jusepe de Ribera, una Visita a Elisabetta ispirata allo stile del Caravaggio e una Assunta trasportata nel 1784 dal soppresso monastero di benedettine di San Lorenzo in Como. La pala, dipinta nel 1595 da Cesare Carpano, proviene invece dalla precedente parrocchiale di Maccio, dove si trovavano anche l'altare marmoreo (realizzato a partire dal 1770 da Antonio Monzino come copia di quello da lui già eseguito per l'altare dell'Assunta della chiesa-oratorio della Madonna del Carmelo di Coldrerio) e i due confessionali rivestiti in noce (risalenti al 1763). L'Annunciazione affrescata che sovrasta l'altare maggiore è opera di Eliseo Fumagalli (1932),. Allo stesso autore si devono le due mastodontiche tele situate a lato della mensa, opere che nel loro complesso raffigurano l'inizio e la fine della vita terrena di Gesù e che, prima dell'attuale collocazione, erano state temporaneamente esposte nel Broletto di Como. L'affresco della Pentecoste è invece di Carlo Morgari (1939). 

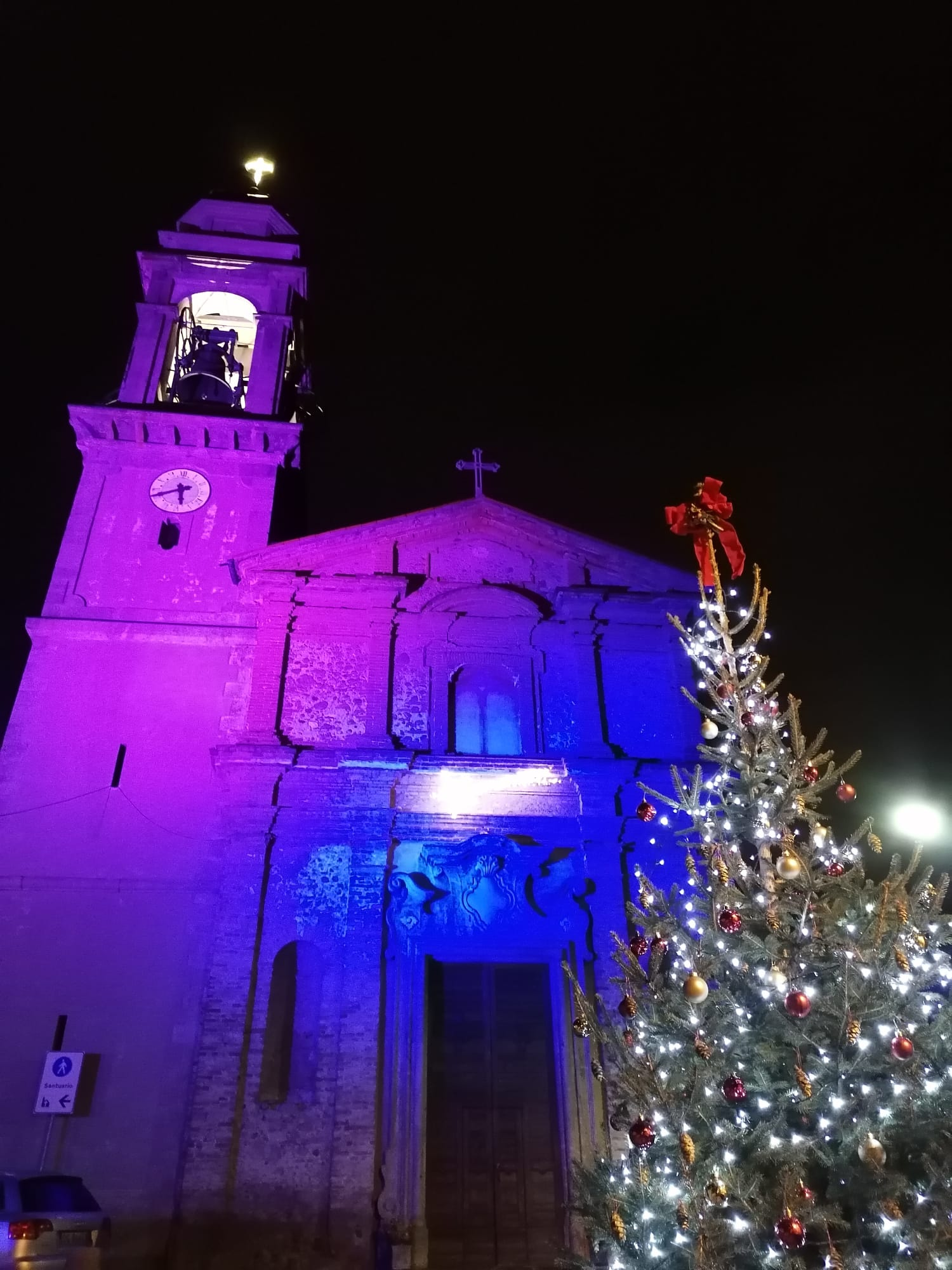
Facciata della "Chiesetta"

#### "Chiesetta"
La primitiva parrocchiale, anticamente intitolata a Sant'Orsola, ha probabili origini risalenti al V-VI secolo, quando la chiesa era una piccola cappella absidata e orientata che si sviluppava sulla destra dell'attuale presbiterio. La copertura a crociera di questa cappella originaria riportava alcuni affreschi raffiguranti, rispettivamente, Dio Padre, l'Ascensione e Maria Assunta. All'epoca paleocristiana è databile la raffigurazione di un pesce, ritrovata su una pietra di un muro di quello che un tempo costituiva il campanile della chiesa.
La Chiesetta, che costituiva un oratorio pubblico probabilmente già in epoca altomedievale, è attestata come sede di cappellania già verso la fine del Duecento, e come parrocchiale dal 1492.
Già nel Trecento, e fino ai due decenni a cavallo tra i secoli XV e XVI, il curato della chiesa di Santa Maria di Maccio aveva giurisdizione anche sulle comunità di Civello e di Montano.
Rifatto nel '400, l'edificio religioso venne successivamente rimaneggiato e poi ingrandito nel periodo a cavallo tra i secoli XVII e XVIII. I lavori di ampliamento, iniziati con l'innalzamento della copertura del presbiterio, comportarono un cambio di orientazione dell'edificio, che nel 1701 fu dotato di una nuova facciata. Nella prima metà del XVIII secolo, gli interni vennero decorati da stucchi e affreschi. Tra un intervento e l'altro, il 14 aprile 1524 si tenne la consacrazione dell'altare maggiore in legno, sostituito da uno in marmo nel 1775. La Chiesetta adempì le funzioni di parrocchiale per oltre tre secoli, dal 1572 al 1893.
Internamente, il presbiterio della Chiesetta è dotato di una volta ellittica che ospita un affresco raffigurante l'Assunzione di Maria incoronata dalla Trinità. Quest'opera, unitamente alla Cappella di Sant'Orsola e alle raffigurazioni degli Evangelisti parzialmente visibli sui pennacchi della volta, è attribuita alla famiglia di artisti Carlone. All'opera di un Aliprandi si devono invece i cornicioni e i restanti stucchi della chiesetta. Il pavimento della chiesa risale al XVII secolo ed è in pietra di Saltrio. Se la cappella del Rosario (sul lato sinistro) venne riedificata nel 1650, quella dedicata a Sant'Orsola (sul lato destro) è del primo Settecento, stesso secolo a cui risalgono i pannelli in scagliola che attualmente ornano l'altare maggiore. L'attuale cappella di Sant'Orsola ospita un dipinto di Pietro Bianchi (1715-1720) raffigurante la stessa santa con altre vergini e venne costruita su parte dell'area occupata dalla cappella che originariamente costituiva l'intera chiesa. Nella cappella di Sant'Orsola trova inoltre posto una raffigurazione di San Carlo Borromeo.

#### Campanile
Il campanile venne edificato nel 1724, in sostituzione di una precedente torre campanaria con due campane che si trovava sul fianco destro della Chiesetta.
L'attuale campanile venne innalzato nel luogo dove si trovava un ossario, dapprima spostato nel sagrato della Chiesetta e poi demolito nel 1933.
Nell'odierno campanile è alloggiato un concerto di cinque campane, realizzate nel 1948 dalla fonderia Ottolina di Seregno e installate nello stesso anno al posto di un precedente concerto di tre campane che, nel 1942, erano state requisite per fini bellici.

### Architetture civili
Alle spalle del complesso di Santa Maria Assunta si trova Villa Natta, risalente al XVIII secolo. Documentata già nel 1722, la villa era dotata di un giardino dotato di piante esotiche quali camelia e araucaria.
L'oratorio giovanile di Maccio venne edificato nel luogo in cui, già nel 1448, si trovava una casa di campagna appartenente agli avi di Francesco Cigalini.

## Infrastrutture e trasporti
Attraversata dalla via Varesina, (Strada statale 342 Briantea), fra il 1910 e il 1955 la località era servita da una fermata posta lungo la Tranvia Como-Appiano Gentile-Mozzate.

## Amministrazione (fino al 1928)
Elenco dei Sindaci
| Periodo | Periodo | Primo cittadino          | Partito | Carica                  | Note               |
| ------- | ------- | ------------------------ | ------- | ----------------------- | ------------------ |
| 1860    | 1862    | Pietro Maderni           |         | Sindaco                 |                    |
| 1863    | 1866    | Francesco Pellegrini     |         | Sindaco                 |                    |
| 1866    | 1866    | Gaetano Gini             |         | Sindaco                 | (facente funzione) |
| 1867    | 1871    | Pietro Guggiari          |         | Sindaco                 |                    |
| 1896    | 1896    | Giuseppe Zerega          |         | Sindaco                 |                    |
| 1897    | 1899    | Domenico Verga           |         | Sindaco                 | (facente funzione) |
| 1899    | 1902    | Santiago Corti           |         | Sindaco                 |                    |
| 1902    | 1920    | Domenico Verga           |         | Sindaco                 |                    |
| 1920    | 1923    | Giulio Colombo           |         | Sindaco                 |                    |
| 1923    | 1926    | Domenico Verga           |         | Commissario prefettizio |                    |
| 1927    | 1928    | Luigi Ceriani Sebregondi |         | Podestà                 |                    |

### Esplicative
1. ↑  Estratto della comunicazione letta dal vescovo il 10 gennaio 2010 al termine della visita pastorale e consegnata alla comunità parrocchiale di Maccio in forma scritta:
«Mi viene riferito di particolari esperienze di preghiera che si svolgono nella chiesa parrocchiale. In questi casi credo che si debba evitare da un lato l'ingenuità di chi pretende di sapere già e di poter esprimere giudizi e valutazioni definitive, e dall'altro lo scetticismo che impedisce di mettersi in ascolto di quanto potrebbe essere ricevuto come dono di Dio. Restiamo umili, attenti e prudenti, evitando chiacchiere inutili, in un atteggiamento di rispetto e di discrezione, e rimaniamo in attesa di capire e di giungere ad una valutazione serena e obiettiva, come la Chiesa sa di dover fare, e fa, in casi di questo genere. Accompagniamo questa attesa con molta preghiera e con la docilità e la serenità che dovrebbero essere tipiche di una comunità di figli di Dio».

### Bibliografiche
1. ↑  Majocchi, p. 44.
2. ↑  Majocchi, pp. 49-50.
3. 1 2  Majocchi, p. 155.
4. ↑  Savoldelli, p. 11.
5. 1 2   Comune di Maccio, sec. XIV - 1757 – Istituzioni storiche – Lombardia Beni Culturali, su lombardiabeniculturali.it. URL consultato il 23 maggio 2020.
6. 1 2  Majocchi, p. 15.
7. ↑  Majocchi, p. 50.
8. 1 2 3  Majocchi, p. 17.
9. ↑  Borghese, p. 454.
10. ↑   Comune di Brusada, sec. XVII - 1757 – Istituzioni storiche – Lombardia Beni Culturali, su lombardiabeniculturali.it. URL consultato il 23 maggio 2020.
11. ↑   Comune di Macciasca, sec. XVII - 1757 – Istituzioni storiche – Lombardia Beni Culturali, su lombardiabeniculturali.it. URL consultato il 23 maggio 2020.
12. 1 2 3  Majocchi, p. 41.
13. ↑  Majocchi, pp. 11-12.
14. 1 2  Majocchi, p. 12.
15. ↑  Majocchi, p. 26.
16. ↑   Comune di Maccio, 1798 - 1809 – Istituzioni storiche – Lombardia Beni Culturali, su lombardiabeniculturali.it. URL consultato il 23 maggio 2020.
17. ↑   Comune di Maccio, 1816 - 1859 – Istituzioni storiche – Lombardia Beni Culturali, su lombardiabeniculturali.it. URL consultato il 23 maggio 2020.
18. ↑  Majocchi, p. 137.
19. ↑  Majocchi, p. 18.
20. ↑  Majocchi, p. 28.
21. ↑   Comune di Maccio, 1859 - 1928 – Istituzioni storiche – Lombardia Beni Culturali, su lombardiabeniculturali.it. URL consultato il 23 maggio 2020.
22. 1 2   Chiesa di S. Maria Assunta, Piazza XI Febbraio - Villa Guardia (CO) – Architetture – Lombardia Beni Culturali, su lombardiabeniculturali.it. URL consultato il 3 gennaio 2020.
23. ↑   Chiesa di S. Maria Assunta - complesso, Piazza Italia - Villa Guardia (CO) – Architetture – Lombardia Beni Culturali, su lombardiabeniculturali.it. URL consultato il 6 febbraio 2022.
24. ↑   Chiesa di S. Maria Assunta, su lombardiabeniculturali.it.
25. 1 2 3 4 5 6 7 8 9 10 11   INAGUARATI I RESTAURI DELLA CHIESETTA DI MACCIO, su trinitamisericordia.net. URL consultato l'11 febbraio 2022.
26. 1 2   Restaurata la chiesetta di Maccio È spuntata una corona, su laprovinciadicomo.it. URL consultato il 6 febbraio 2022.
27. 1 2 3 4   Paola Mascolo, Restaurata la chiesetta, spunta la corona (PDF), in La Provincia, 18 ottobre 2021. URL consultato l'11 febbraio 2022 (archiviato dall'url originale l'11 febbraio 2022).
28. ↑   Santuario SS. Trinità Misericordia - Maccio di Villa Guardia - Como, su trinitamisericordia.net. URL consultato il 6 febbraio 2022.
29. ↑  (EN) Villa Guardia anniversario del Santuario della "Santissima Trinità Misericordia", su comolive.it. URL consultato il 6 febbraio 2022 (archiviato dall'url originale il 6 febbraio 2022).
30. ↑   Domani la santa messa su Etv in diretta da Maccio, su EspansioneTv, 17 aprile 2021. URL consultato il 6 febbraio 2022.
31. ↑   Maccio, il Santuario festeggia il suo decennale – Corriere di Como, su webcache.googleusercontent.com. URL consultato il 6 febbraio 2022.
32. ↑   Santuario di Maccio, altare recintato: avvicinabile una volta all'ora, su QuiComo. URL consultato il 6 febbraio 2022.
33. ↑   Apparizione della madonna al Santuario di Maccio a Villa Guardia, su QuiComo. URL consultato il 6 febbraio 2022.
34. ↑   Campanile della Chiesa di S. Maria Assunta, Piazza Italia - Villa Guardia (CO) – Architetture – Lombardia Beni Culturali, su lombardiabeniculturali.it. URL consultato il 6 febbraio 2022.
35. 1 2  Majocchi, p. 134.
36. 1 2 3  Majocchi, p. 139.
37. ↑   Il maestro silenziosoche vede la Madonna, su lastampa.it, 8 aprile 2012. URL consultato il 6 febbraio 2022.
38. 1 2 3 4   Mappe, su comune.villaguardia.co.it. URL consultato il 3 gennaio 2020.
39. ↑   Santuari diocesani e templi votivi – Santuari Diocesani, su santuari.diocesidicomo.it. URL consultato il 21 novembre 2023.
40. ↑  Majocchi, p. 166.
41. ↑  Borghese, p. 455.
42. 1 2 3  Contemplando [...], Elenco delle opere.
43. ↑  Majocchi, p. 157.
44. ↑  Majocchi, p. 162.
45. ↑   Parrocchia di Santa Maria Assunta, sec. XVI - [1989] – Istituzioni storiche – Lombardia Beni Culturali, su lombardiabeniculturali.it. URL consultato il 6 febbraio 2022.
46. ↑   Luoghi di culto - Chiesa di Santa Maria Assunta già Sant'Orsola - Necrologie La Repubblica, su necrologie.repubblica.it. URL consultato il 6 febbraio 2022.
47. ↑  Majocchi, p. 213.
48. ↑  Majocchi, p. 126.
49. 1 2  Majocchi, p. 127.
50. ↑  Mascetti, p. 16.
51. ↑  Majocchi, p. 13.
52. ↑  Savoldelli, p. 5.
53. ↑  Mascetti, pp. 17-36.
54. ↑   Chiesa di S. Maria Assunta, Piazza Italia - Villa Guardia (CO) – Architetture – Lombardia Beni Culturali, su lombardiabeniculturali.it. URL consultato il 3 gennaio 2020.
55. 1 2  Majocchi, pp. 17-18.
56. 1 2 3  Majocchi, p. 128.
57. ↑  Majocchi, p. 20.
58. 1 2  Majocchi, p. 45.
59. ↑  Majocchi, p. 31.
60. 1 2  Mascetti, p. 129.
61. 1 2  Majocchi, p. 140.
62. ↑  Majocchi, p. 214.
63. ↑   Villa Natta, Via Silvio Pellico, 3 - Villa Guardia (CO) – Architetture – Lombardia Beni Culturali, su lombardiabeniculturali.it. URL consultato il 3 gennaio 2020.
64. 1 2  Majocchi, p. 56.
65. ↑  Majocchi, p. 21.
66. ↑  Francesco Ogliari, Como nella scienza e nei trasporti, TIBB, Edizione speciale fuori commercio, Milano, novembre 1987.
67. ↑  Comune di Villa Guardia Elenco dei sidaci Archiviato il 15 marzo 2017 in Internet Archive.